# Открытая рамка считывания

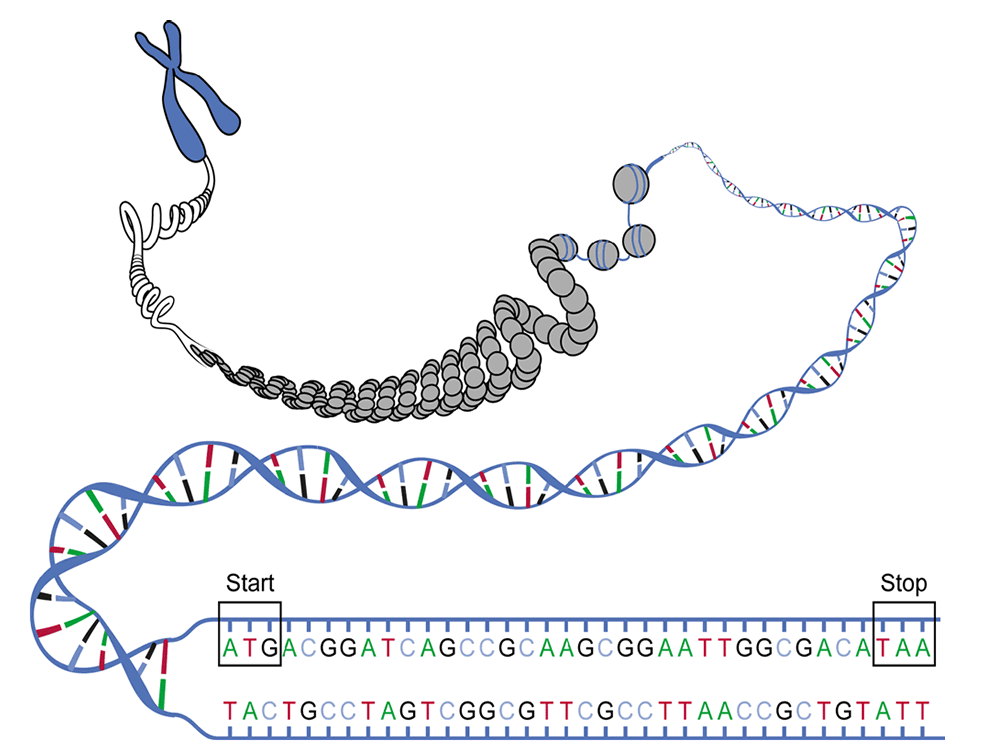
Открытая рамка считывания: выделены стартовый кодон и стоп-кодон

Открытая рамка считывания (англ. Open Reading Frame, ORF) — последовательность нуклеотидов в составе ДНК или РНК, потенциально способная кодировать белок. Основным признаком наличия ORF служит отсутствие стоп-кодонов (в случае РНК — обычно UAA, UGA и UAG) на достаточно длинном участке последовательности после стартового кодона (в подавляющем большинстве случаев — AUG). Поскольку в некоторых случаях стартовый и терминирующие кодоны отличаются от канонических, а также ввиду возможности супрессии (подавления действия) стоп-кодонов при трансляции у некоторых организмов, при определении рамки считывания применяются алгоритмы, которые учитывают эти различия.

## Открытая рамка считывания и ген
Существование достаточно протяженной открытой рамки считывания может указывать на наличие в данном участке гена, кодирующего некий полипептид. При этом следует учитывать, что подавляющее большинство генов эукариот имеет мозаичную структуру, в которой кодирующие участки прерываются некодирующими (интроны). Интроны вырезаются из молекул пре-мРНК при сплайсинге c образованием интактной рамки считывания в мРНК.
Наличие ORF является необходимым, но не достаточным условием для утверждения о присутствии на данном участке гена, кодирующего полипептид. Для эффективной транскрипции и трансляции требуется, кроме того, целый ряд регуляторных элементов, в первую очередь — промотор. Короткие, от нескольких до нескольких десятков кодонов, рамки считывания расположены равномерно по всей последовательности ДНК из-за чисто статистических причин и при анализе не учитываются.

## Выявление ORF
Кодирующие последовательности могут располагаться на любой из двух цепей ДНК (если ДНК не является одноцепочечной, как у многих вирусов), в любой из трех возможных фаз: по три, начиная со старт-кодона AUG, по три с +1 нуклеотида от AUG и так далее. При анализе просматриваются все шесть вариантов, поскольку при отсутствии дополнительной информации они являются равнозначными. Для удобства используют последовательность цепи ДНК, комплементарную кодирующей (плюс-цепь), так как её последовательность соответствует последовательности мРНК.
Открытые рамки считывания у реальных генов перекрываются чрезвычайно редко. Однако у высших эукариот широко распространен альтернативный сплайсинг, при котором один ген кодирует целый ряд сходных белков, что, вместе с наличием интронов, существенно затрудняет поиск эукариотических генов in silico (при помощи компьютерных методов) в сравнении с прокариотами.

## Программы для определения ORF
- NCBI ORF finder  (англ.)
- ORF finder  (англ.)
- ORF Marker Русифицированный плагин среды UGENE для анализа открытых рамок считывания